# Robert Rosenthal (Pilot)

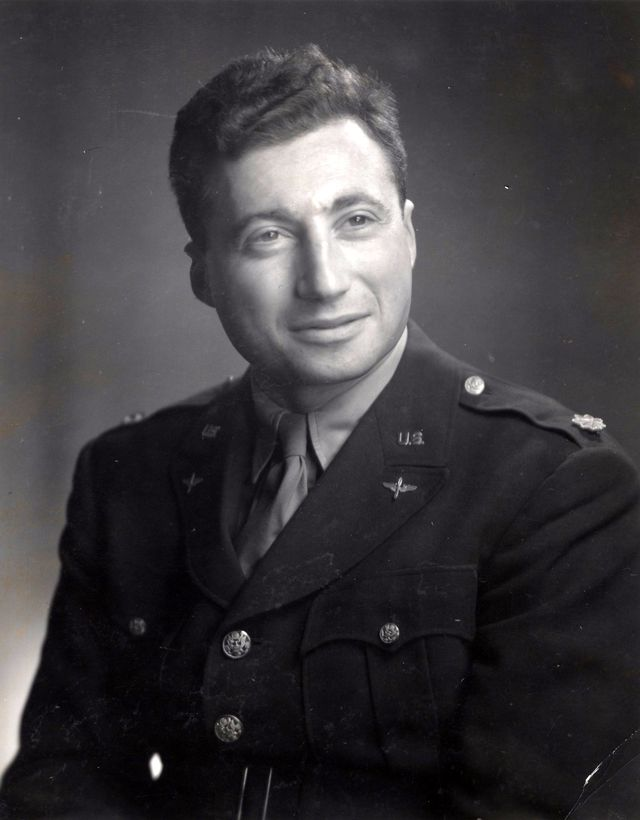
Robert Rosenthal

Robert „Rosie“ Rosenthal (* 11. Juni 1917 in Brooklyn, New York City; † 20. April 2007 in White Plains, Bundesstaat New York) war ein US-amerikanischer Jurist und einer der höchstdekorierten Piloten der United States Army Air Forces (USAAF) des Zweiten Weltkriegs.

## Biografie
Rosenthal ging in Flatbush zur Schule, danach zum Brooklyn College der City University of New York. Hier überzeugte er auch durch sportliche Leistungen, wurde Kapitän der Football- und Baseball-Mannschaft. 1938 beendete er seine Ausbildung am College, ging zur Brooklyn Law School und schloss hier sein Jurastudium mit magna cum laude ab. Er hatte bereits eine Anstellung in einer Anwaltskanzlei in Manhattan, als am 7. Dezember 1941 die amerikanische Pazifikflotte in Pearl Harbor von den japanischen Streitkräften angegriffen wurde und die USA in den Zweiten Weltkrieg eintraten. Einen Tag später, am 8. Dezember 1941, meldete sich Robert Rosenthal freiwillig zu den US-Streitkräften und absolvierte eine Ausbildung zum Bomber-Piloten.
Im August 1943 wurde er als Pilot einer Boeing B-17 „Flying Fortress“ („Fliegende Festung“) der 100th Bombardment Group (100th BG) (418th Squadron), der Eighth Air Force (s. engl. wiki), in Thorpe Abbotts, East Anglia, England stationiert. Die 100th BG bekam schon bald – wegen ihrer großen Verluste – den Beinamen „Bloody Hundredth“ („Die Blutige Hundertste“).
Und auch Rosenthals dritter Einsatz am 10. Oktober 1943 über Münster in Westfalen, endete in einem Desaster. Nachdem die amerikanischen Begleit-Jäger abgedreht hatten, um zu ihren Stationen in England zurückzukehren, wurden die nun schutzlosen 13 Bomber der Gruppe, zu der auch Rosenthals Flugzeug gehörte, von ca. 200 deutschen Flugzeugen angegriffen. 
Rosenthal konnte die Bombenlast zwar noch im Ziel absetzen, aber zwei Motoren seines Flugzeugs wurden getroffen und fielen aus, ein großes Loch wurde durch Beschuss in einen Flügel der Maschine gerissen und drei Crewmitglieder wurden verwundet. Durch riskante Flugmanöver schaffte Rosenthal es jedoch den deutschen Jagdflugzeugen zu entkommen und nach England zurückzukehren. Die anderen zwölf zur Bomberstaffel gehörenden Maschinen wurden abgeschossen.
Im März 1944 kehrte Rosenthals Crew, die sich durch ihren Einsatz den Beinamen „Rosie’s Riveters“ erworben hatte, nach ihrem 25. Einsatz in die Vereinigten Staaten zurück. 
Robert Rosenthal hingegen setzte seinen Dienst fort: “I had to do what I could for as long as I was able.” („Ich musste tun, was ich tun konnte, solange ich nur dazu in der Lage war.“)
Im September 1944 wurde Rosenthals Flugzeug über Frankreich von Flakgeschossen getroffen und stürzte ab. Ihm gelang eine Notlandung, er brach sich dabei aber Nase und Arm. Von französischen Widerstandsgruppen in Sicherheit gebracht, kehrte er nach England zurück.
Am 3. Februar 1945, auf seinem vorletzten von insgesamt 52 Einsätzen, leitete er den Angriff von rund 1000 B-17-Bombern, auf Berlin. Obwohl sein Flugzeug – von Abwehrgeschützen mehrmals getroffen – bereits in Flammen stand, setzte er seine Bombenlast noch ab und blieb so lange im Cockpit, bis seine gesamte Crew sich mit dem Fallschirm hatte retten können. Kurz nachdem auch er absprang, explodierte die Maschine. Er landete in einem der Außenbezirke von Berlin und wurde von russischen Soldaten in Sicherheit gebracht. Auf einer abenteuerlichen Route – über Polen, Moskau, Kiew, Teheran, Kairo, Griechenland und Neapel – gelangte er schließlich nach England zurück.
Nachdem der Zweite Weltkrieg in Europa zu Ende war, meldete sich Rosenthal für den Einsatz auf dem pazifischen Kriegsschauplatz. Er wurde bereits in Florida an B-29-Bombern ausgebildet, als Japan kapitulierte.
Robert Rosenthal kehrte allerdings nochmals nach Deutschland zurück. Diesmal als Assistent des Hauptanklägers der Anklagebehörde der Vereinigten Staaten im Internationalen Militärgerichtshof in Nürnberg, Robert H. Jackson. In dieser Eigenschaft verhörte er u. a. Hermann Göring und Wilhelm Keitel: “Seeing these strutting conquerors after they were sentenced – powerless, pathetic and preparing for the hangman – was the closure I needed. Justice had overtaken evil. My war was over.” („Diese aufgeblasenen Eroberer zu sehen, nachdem sie verurteilt worden waren – nun ohne Macht, geradezu bemitleidenswert, im Angesicht des Henkers – das war der Abschluss, den ich für mich brauchte. Die Gerechtigkeit hatte das Böse besiegt. Mein Krieg war damit zu Ende.“)
Als Rosenthal zu den Nürnberger Prozessen reiste, lernte er auf der Schiffsreise nach Europa seine spätere Frau, Phillis Heller, kennen. Auch sie war Juristin und arbeitete für die Anklagebehörde der Vereinigten Staaten von Amerika. Das Paar heiratete in Nürnberg. Aus der Ehe gingen drei Kinder hervor – die Tochter Peggy sowie die beiden Söhne Steven und Dan.

## Auszeichnungen
Robert Rosenthal kam bis zum Ende des Zweiten Weltkriegs auf insgesamt 53 Einsätze und war einer der höchstdekorierten Piloten der Eighth Air Force. Ihm wurden 16 bedeutende Orden verliehen: U. a. das Distinguished Service Cross der amerikanischen Streitkräfte „für herausragende Tapferkeit in Kämpfen mit dem militärischen Gegner“, der Silver Star, das Distinguished Flying Cross der United States Army „für Tapferkeit und außergewöhnlichen Einsatz bei Flugeinsätzen“. Mit der Air Medal wurde er insgesamt 7× ausgezeichnet (seven clusters). Er bekam das Purple Heart und das britische Distinguished Flying Cross sowie das französische Croix de guerre.
„One of the great figures of the Air Force; a shy, modest, and patriotic gentleman of truly amazing courage and achievement.“ („Einer der ganz Großen der Air Force. Ein zurückhaltender, bescheidener, sein Vaterland liebender Mann, der über einen ganz erstaunlichen Mut verfügte und bewunderungswürdigen Einsatzwillen besaß.“) Air Intelligence Officer Marvin Bowman
2006 wurde Robert Rosenthal in die Jewish-American Hall of Fame aufgenommen.

## Künstlerische Rezeption
In der im Jahr 2024 erschienenen neunteiligen Miniserie Masters of the Air ist Rosenthal einer der Protagonisten. Er wird von Nate Mann dargestellt.